# GVD
GVD — принятая в онкогематологии аббревиатура (акроним) для режима химиотерапии, предназначенного для лечения рефрактерного или рецидивирующего лимфогранулематоза, в том числе у больных, перенёсших трансплантацию гемопоэтических стволовых клеток.
Режим GVD состоит из трёх препаратов:
1. Гемцитабин — (G)emcitabine
2. Винорелбин — (V)inorelbine
3. Липосомальный пегилированный Доксорубицин — (D)oxil

## Режим дозирования
| Лекарство                                           | Доза у нетрансплантированных пациентов | Доза у пост-трансплантационных пациентов | Режим введения       | Дни цикла |
| --------------------------------------------------- | -------------------------------------- | ---------------------------------------- | -------------------- | --------- |
| Гемцитабин — (G)emcitabine                          | 1000 мг/м2                             | 800 мг/м2                                | Внутривенная инфузия | Дни 1, 8  |
| Винорелбин — (V)inorelbine                          | 20 мг/м2                               | 15 мг/м2                                 | Внутривенно болюсно  | Дни 1, 8  |
| Липосомальный пегилированный Доксорубицин — (D)oxil | 15 мг/м2                               | 10 мг/м2                                 | Внутривенная инфузия | Дни 1, 8  |

Повтор каждый 21 день (3 недели).